# Ratusz w Warce
Ratusz w Warce – warecki ratusz mieści się przy południowej pierzei rynku.
Jest to budowla klasycystyczna wybudowana w 1805 według projektu Hilarego Szpilowskiego. Jest to budynek dwukondygnacyjny. Posiada namiotowy dach z blachy. Jego szczyt tworzy platformę widokową. Parter i piętro łączą się ze sobą gzymsami kordonowymi. Okna i drzwi mieszczą się we wgłębieniach arkadowych.
Obecnie siedziba władz miejskich.